# Neutrogena
Neutrogena là một nhãn hiệu Mỹ về dưỡng da, dưỡng tóc và mỹ phẩm có trụ sở tại Los Angeles, California. Theo quảng cáo sản phẩm tại trang web hãng, sản phẩm Neutrogena được phân phối tại hơn 70 quốc gia. Neutrogena được Emanuel Stolaroff sáng lập vào năm 1930 và ban đầu là một công ty mỹ phẩm có tên Natone. Trong những năm đầu, Natone là nhà cung cấp sản phẩm cho các thẩm mỹ viện. Đến những năm 1940, Natone bắt đầu sản xuất và phân phối mỹ phẩm cho thị trường bán lẻ. Hiện tại là một phần của tập đoàn Johnson & Johnson của Hoa Kỳ, đã mua công ty độc lập vào năm 1994.